# Eleccions al Parlament de Navarra de 2019
Les eleccions al Parlament de Navarra de 2019 se celebraren el 26 de maig de 2019 durant les eleccions autonòmiques del mateix any, d'acord amb el decret de convocatòria d'eleccions disposat l'1 d'abril de 2019 en el Butlletí Oficial de Navarra el dia següent.

## Sistema electoral
En les eleccions al Parlament de Navarra s'elegeixen 50 parlamentaris mitjançant escrutini proporcional plurinominal amb llistes tancades. La circumscripció electoral és única i comprén tot el territori de Navarra. L'assignació d'escons es realitza mitjançant el sistema D'Hondt. La barrera electoral per a poder optar al repartiment d'escons és del 3% dels vots vàlids (suma dels vots a candidatura i els vots en blanc). Des de la reforma de la LOREG de 2007, en les eleccions autonòmiques de totes les comunitats autònomes, les candidatures han de presentar llistes electorals amb una composició equilibrada d'homes i dones, de forma que cada sexe supose almenys el 40% de la llista.

## Resultats
Els resultats es detallen a continuació:
| ← Eleccions al Parlament de Navarra de 2019 → | ← Eleccions al Parlament de Navarra de 2019 →      | ← Eleccions al Parlament de Navarra de 2019 → | ← Eleccions al Parlament de Navarra de 2019 → | ← Eleccions al Parlament de Navarra de 2019 → |
| Candidatura                                   | Candidatura                                        | Vots                                          | %                                             | Escons                                        |
| --------------------------------------------- | -------------------------------------------------- | --------------------------------------------- | --------------------------------------------- | --------------------------------------------- |
|                                               | Navarra Suma (NA+)                                 | 127 346                                       | 36,57                                         | 20                                            |
|                                               | Partit Socialista de Navarra-PSOE (PSN-PSOE)       | 71 838                                        | 20,63                                         | 11                                            |
|                                               | Geroa Bai (GBai)                                   | 60 323                                        | 17,32                                         | 9                                             |
|                                               | Euskal Herria Bildu (EH Bildu)                     | 50 631                                        | 14,54                                         | 7                                             |
|                                               | Podemos (Podemos)                                  | 16 518                                        | 4,74                                          | 2                                             |
|                                               | Izquierda-Ezkerra (I-E(n))                         | 10 472                                        | 3,01                                          | 1                                             |
|                                               |                                                    |                                               |                                               |                                               |
|                                               | Vox (Vox)                                          | 4 546                                         | 1,31                                          | 0                                             |
|                                               | Equo-Partido Verde Europeo (Equo)                  | 1 597                                         | 0,46                                          |                                               |
|                                               | Representación Cannábica de Navarra (RCN-NOK)      | 1 251                                         | 0,36                                          |                                               |
|                                               | Libertad Navarra (LN)                              | 502                                           | 0,14                                          |                                               |
|                                               | Solidaridad y Autogestión Internacionalista (SAIn) | 438                                           | 0,13                                          |                                               |
| Vots en blanc                                 | Vots en blanc                                      | 2 731                                         | 0,78                                          | n/a                                           |
| Vots vàlids                                   | Vots vàlids                                        | 348 193                                       | 100,00                                        | 50                                            |
| Vots nuls                                     | Vots nuls                                          | 2 169                                         | Participació: · \| \| 72,18 % \| 3,92%        | Participació: · \| \| 72,18 % \| 3,92%        |
| Votants                                       | Votants                                            | 350 470                                       | Participació: · \| \| 72,18 % \| 3,92%        | Participació: · \| \| 72,18 % \| 3,92%        |
| Electors                                      | Electors                                           | 485 405                                       | Participació: · \| \| 72,18 % \| 3,92%        | Participació: · \| \| 72,18 % \| 3,92%        |
|                                               | 72,18 %                                            |                                               |                                               |                                               |

## Diputats electes
Relació de diputats electes:
| N. | Nom                                     | Lista | Lista    |
| -- | --------------------------------------- | ----- | -------- |
| 1  | José Javier Esparza Abaurrea            |       | NA+      |
| 2  | María Victoria Chivite Navascués        |       | PSN-PSOE |
| 3  | María Jesús Valdemoros Erro             |       | NA+      |
| 4  | Uxue Barkos Berruezo                    |       | GBai     |
| 5  | Bakartxo Ruiz Jaso                      |       | EH Bildu |
| 6  | Carlos Pérez Nievas López de Goicoechea |       | NA+      |
| 7  | Ramón Alzórriz Goñi                     |       | PSN-PSOE |
| 8  | José Suárez Benito                      |       | NA+      |
| 9  | Unai Hualde Iglesias                    |       | GBai     |
| 10 | Yolanda Ibáñez Pérez                    |       | NA+      |
| 11 | Adolfo Araiz Flamarique                 |       | EH Bildu |
| 12 | María Inmaculada Jurio Macaya           |       | PSN-PSOE |
| 13 | Marta Álvarez Alonso                    |       | NA+      |
| 14 | Koldo Martínez Urionabarrenetxea        |       | GBai     |
| 15 | Cristina Ibarrola Guillen               |       | NA+      |
| 16 | Carlos Gimeno Gurpegui                  |       | PSN-PSOE |
| 17 | Laura Aznal Sagasti                     |       | EH Bildu |
| 18 | Mikel Buil García                       |       | Podemos  |
| 19 | Jorge Esparza Garrido                   |       | NA+      |
| 20 | María Roncesvalles Solana Arana         |       | GBai     |
| 21 | Ainhoa Unzu Gárate                      |       | PSN-PSOE |
| 22 | Iñaki Iriarte López                     |       | NA+      |
| 23 | Javier García Jiménez                   |       | NA+      |
| 24 | Maiorga Ramírez Erro                    |       | EH Bildu |
| 25 | Manuel Ayerdi Olaizola                  |       | GBai     |
| 26 | Bernardo Ciriza Pérez                   |       | PSN-PSOE |
| 27 | María Isabel García Malo                |       | NA+      |
| 28 | Pedro José González Felipe              |       | NA+      |
| 29 | María Luisa de Simón Caballero          |       | I-E(n)   |
| 30 | Nuria Medina Santos                     |       | PSN-PSOE |
| 31 | Patricia Perales Hurtado                |       | EH Bildu |
| 32 | Pablo Azcona Molinet                    |       | GBai     |
| 33 | Alberto Bonilla Zafra                   |       | NA+      |
| 34 | Raquel Garbayo Berdonces                |       | NA+      |
| 35 | Antonio Javier Lecumberri Urabayen      |       | PSN-PSOE |
| 36 | Isabel Aramburu Bergua                  |       | GBai     |
| 37 | Juan Luis Sánchez de Muniáin Lacasia    |       | NA+      |
| 38 | Miren Aranoa Astigarraga                |       | EH Bildu |
| 39 | Ainhoa Aznárez Igarza                   |       | Podemos  |
| 40 | María Aranzazu Biurrun Urpegui          |       | PSN-PSOE |
| 41 | Miguel Bujanda Cirauqui                 |       | NA+      |
| 42 | Mikel Asiain Torres                     |       | GBai     |
| 43 | Isabel Olave Ballarena                  |       | NA+      |
| 44 | Domingo González Martínez               |       | EH Bildu |
| 45 | Carlos Mena Blasco                      |       | PSN-PSOE |
| 46 | Francisco Pérez Arregui                 |       | NA+      |
| 47 | Jabi Arakama Urtiaga                    |       | GBai     |
| 48 | María Elena Llorente Trujillo           |       | NA+      |
| 49 | Patricia Fanlo Mateo                    |       | PSN-PSOE |
| 50 | Ángel Ansa Echegaray                    |       | NA+      |

## Investidura de la Presidenta del Govern de Navarra
| Candidata     | Data                                                  | Vot   |    |    |   |   |   |   | Total   |
| ------------- | ----------------------------------------------------- | ----- | -- | -- | - | - | - | - | ------- |
| María Chivite | 1 d'agost de 2019 Majoria requerida: Absoluta (26/50) | Sí    |    | 11 | 9 |   | 2 | 1 | 23 / 50 |
| María Chivite | 1 d'agost de 2019 Majoria requerida: Absoluta (26/50) | No    | 20 |    |   | 7 |   |   | 27 / 50 |
| María Chivite | 1 d'agost de 2019 Majoria requerida: Absoluta (26/50) | Abst. |    |    |   |   |   |   | 0 / 50  |
| María Chivite |                                                       |       |    |    |   |   |   |   |         |
| María Chivite | 2 d'agost de 2019 Majoria requerida: Simple           | Sí    |    | 11 | 9 |   | 2 | 1 | 23 / 50 |
| María Chivite | 2 d'agost de 2019 Majoria requerida: Simple           | No    | 20 |    |   | 2 |   |   | 22 / 50 |
| María Chivite | 2 d'agost de 2019 Majoria requerida: Simple           | Abst. |    |    |   | 5 |   |   | 5 / 50  |